# Joan Villadelprat
Joan Villadelprat i Bernal, né le 15 novembre 1955 à Barcelone, est un ingénieur et manager de sport automobile espagnol.

## Biographie
Ingénieur de McLaren Racing et Tyrrell Racing dans les années 1980, il rejoint la Scuderia Ferrari entre 1987 et 1989. Il rejoint la direction de Benetton Formula, en tant que directeur des opérations entre 1993 et 1999. Il est directeur général de Prost Grand Prix entre 2000 et 2001. Durant sa carrière, il participe donc à cinq titres dans le championnat du monde des Pilotes de Formule 1, et trois championnats du mondes des Constructeurs.
En 2005, il fonde son écurie Epsilon Euskadi qui roule en Formule Renault 3.5 de 2005 à 2011, remportant les titres Équipes et Pilotes avec Robert Kubica en 2005. En 2008, l'équipe participe aux 24 Heures du Mans. Il tente d'intégrer la Formule 1 en 2010, mais échoue à être retenu par la FIA. Renommée EPIC Racing, l'équipe disparait en 2011.
Joan Villadelprat a sa chronique dans le journal espagnol El País. 
Pris dans une affaire de corruption concernant son équipe Epsilon Euskadi et son financement public par le gouvernement basque en 2013, il est finalement acquitté en 2016.